# ولگو-کاسپیسکی
ولگو-کاسپیسکی (انگلیسی: Volgo-Kaspiysky) یک شهرک در بخش کامیزیاکسکی استان آستراخان کشور روسیه است.